# Туше, Генри, 10-й барон Одли
Генри Туше (англ. Henry Tuchet; умер 30 декабря 1563) — английский аристократ, 10-й барон Одли и 7-й барон Туше с 1560 года. Единственный сын Джорджа Туше, 9-го барона Одли, и его первой жены Элизабет Тук. Унаследовал семейные владения и титулы после смерти отца. Был женат на Элизабет Снейд, дочери сэра Уильяма Снейда и Анны Барроу. В этом браке родились сын Джордж (примерно 1551—1617), 11-й барон Одли и 8-й барон Туше, 1-й граф Каслхейвен с 1616 года, и дочь Анна (умерла примерно в 1579), жена Томаса Брука.